# Popó Vaz
Paulo Vaz (Belo Horizonte, 4 de julho de 1985 – São Paulo, 14 de março de 2022), mais conhecido como Popó Vaz, foi um policial civil, ativista e influenciador digital brasileiro.

## Biografia
Paulo era um homem trans gay e iniciou o processo de transição em 2016. Ele ficou conhecido por ser um dos poucos homens transgênero que trabalhavam na polícia. Popó Vaz usava as redes sociais como plataforma de defesa dos direitos da comunidade LGBTQIA+, principalmente das pessoas trans. Popó era casado com o youtuber Pedro HMC, do canal "Põe na Roda" desde 2019. Enquanto criador de conteúdo, às vezes humorístico, também mostrou detalhes sobre sua hormonização e como aplicar, mas recomendando seguir instruções médicas.
Como investigador da Polícia Civil desde abril de 2018, Popó falou sobre a importância de apoiar e inspirar mais homens trans a entrarem na carreira policial. Ele acreditava que, ao estar na polícia, poderia mostrar que qualquer pessoa também poderia seguir esse caminho e combater o preconceito. Sua atuação nas redes sociais e determinação em enfrentar os desafios contribuíram para a visibilidade, representatividade e luta pelos direitos transgênero.

## Morte
Paulo Vaz faleceu aos 36 anos em São Paulo. Em uma entrevista entre o viúvo e Leo Dias, Pedro alegou que a causa da morte seria suicídio e, potencialmente, transfobia.
O falecimento de Popó gerou ampla repercussão nas redes sociais, onde diversas entidades e personalidades manifestaram-se em pesar. Os parlamentares Erika Hilton e Fabiano Contarato lamentaram a perda, assim como a Associação Nacional de Travestis e Transexuais.
Três meses após a morte de Paulo, Pedro HMC veio a público para falar sobre o ocorrido. Na ocasião, HMC falou sobre a repercussão do vídeo íntimo dele que vazou na internet e deu azo à ataques transfóbicos contra Popó, que teriam motivado o ato suicida.
Em 2023, um livro em sua homenagem foi lançado, chamado Paulo Vaz, fragmentos. Os lucros obtidos com as vendas do livro seriam destinados a entidades que representam pessoas trans.